# Burcot (Oxfordshire)
Koordinaten: 51° 40′ N, 1° 12′ W

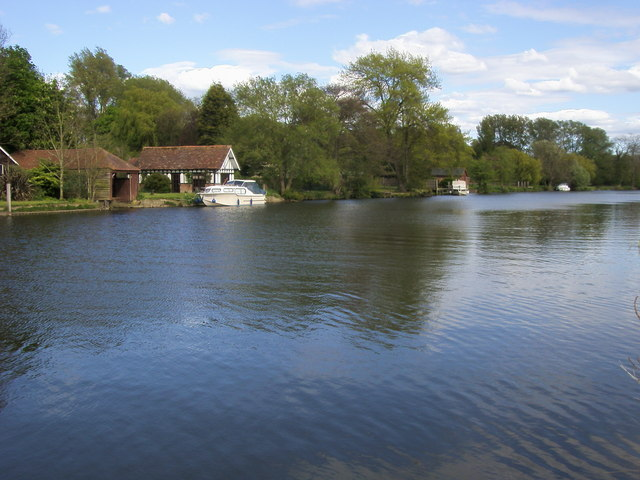
Die Themse bei Burcot

Burcot ist ein Weiler am Ufer der Themse in Oxfordshire, England. Heute liegt er in der Civil parish von Clifton Hampden. Bis 1932 gehörte er zur Civil parish von Dorchester.
Burcot liegt an der A415, der Hauptstraße von Dorchester nach Abingdon.

## Geschichte
Im 17. Jahrhundert war Burcot ein wichtiger Umschlagplatz für Güter auf der Themse. Der Fluss war zwischen Oxford und Burcot nicht mehr schiffbar, so dass Waren für Oxford in Burcot entladen werden mussten und auf der Straße weiter transportiert wurden. Dies führte 1605 zur Gründung der Oxford-Burcot Commission um die Schifffahrt auf dem Fluss zu verbessern.
Der Poet Laureate John Masefield lebte von 1932 bis zu seinem Tod 1967 im Burcote Brook. Kurz nach seinem Tod brannte das Haus ab.